# 1989 (盧冠廷專輯)
《1989》是香港歌手盧冠廷的第七張粵語專輯，在1989年11月23日推出以回應八九民運，而主打歌曲則為《漆黑將不再面對》。
由於專輯在中共政權眼中屬於敏感題材，直至2013年的《百代珍藏套裝》前，一直絕跡於再版專輯之列。

## 背景
1989年5月盧冠廷為支聯會創作聲援中國民運的《為自由》後，泰迪羅賓和徐克建議參與演唱的歌手推出民運題材的專輯。同年只有盧冠廷的《1989》面世（夏韶聲7月推出的專輯《你喚醒我的靈魂》有數首六四歌曲，並非整張。而達明一派的《神經》是1990年的。）

## 概要
盧冠廷受專訪時表示，電影配樂和演出才是其主要收入來源，故難以撥出太多時間灌錄此專輯。他是全碟的作曲人，並指定所信任的Roel A. Garcia為編曲者，提供過製作意念；但監製張景謙全權負責混音、編排的工作，如決定歌曲的節奏部分以原始、現場的方式錄音（LIVE BAND）。盧冠廷又強調相對以前的專輯監製，張景謙給予他很大的演繹自由，使他能夠自然流露情感。歌詞方面，他認為劉卓輝、盧國宏等新人的表達方式較為直接，而唐書琛和潘源良則較含蓄。

## 評論
文化評論人潘國靈：「這是另一張優秀的六四概念大碟，全碟都圍繞悲傷的氣氛……其中以《漆黑將不再面對》最廣為人知，詞寫得十分好，當他唱到『願你熟睡，願你熟睡，但你是否不再醒了』，這種仿似聞一多悼念女兒《也許》（「也許你要睡一睡」）的手法，使它聽來仿似一首輓歌。」
2008年，樂評人馮禮慈於《明報周刊》的40周年特稿中的《香港樂壇40年：40經典唱片》自選40張香港經典唱片，《1989》入選並獲評「真心作品」、曲詞「非常超卓」。
嶺南大學學生會的法定刊物《嶺南人》的投稿人遊子嗟：「全碟一氣呵成，意念統一，而水準亦很穩定，是近年難得的佳作。」
華僑日報欄目樂評人百福讚揚《漆黑將不再面對》詞曲編搭配得當，帶著「低調的幽情」，光明與灰暗並存；而「氣勢澎湃」的《人山旗海》和搖滾味甚重的《流亡》則是盧冠廷的新嘗試；但指《你是你，我是我》「歌曲程序甚公式化，但滲入了西部民謠風味」，並批評《無悔》沉悶單調。
詞評人朱耀偉的《香港粵語流行歌詞研究》有專章探討唐書琛和劉卓輝，認為前者的《1989序》一如《為自由》，像空洞的政治口號，空有熱誠而藝術性平庸；但讚揚《你是你，我是我》巧以各人的愛好不同比喻自由的重要，《無悔》則發揮其所長，描寫堅執而不過火的情感。後者三首詞也有跟《1989序》同樣的問題，不如其同類詞作《說不出的未來》（夏韶聲）和《大地》（Beyond）。

## 曲目
| 曲序     | 曲目           |          | 备注 | 时长  |
| -------- | -------------- | -------- | --- | ----- |
| 1.       | 1989序         | 唐書琛   | 陳偉強（定音鼓、銅鈸）、江港生（無品電貝斯）、熊宏亮（弦樂）、Roel A. Garcia（鋼琴） | 2:01  |
| 2.       | 當年勇         | 張景謙   | Eugene Pao（原聲吉他）、Johnny "Boy" Abraham（爵士鼓）、江港生（無品電貝斯）、Roel A. Garcia（鍵盤、鋼琴）、楊雲驃（曼陀林）、黎允文（Talk-box吉他）                                                | 6:20  |
| 3.       | 血色黎明       | 劉卓輝   | 江港生（吉他、貝斯）、陳偉強（爵士鼓）、吳士明、劉志遠（電子吉他）、Roel A. Garcia（鍵盤） | 4:26  |
| 4.       | 漆黑將不再面對 | 劉卓輝   | 第一主打 Danny Leung（原聲吉他）、劉志遠（電子吉他）、Rudy Balbuena（無品電貝斯）、Johnny "Boy" Abraham（爵士鼓）、楊雲驃（曼陀林）、江港生（無品電貝斯）、Roel A. Garcia（鋼琴）、黃偉明（小提琴） | 5:09  |
| 5.       | 人山旗海       | 盧國宏   | Rudy Balbuena（吉他、貝斯）、劉志遠（爵士鼓）、劉志遠、包以正（電子吉他）、Roel A. Garcia（鍵盤）                                                                                                   | 3:49  |
| 6.       | 你是你，我是我 | 唐書琛   | 第二主打 楊雲驃（原聲吉他）、陳偉強（爵士鼓）、Rudy Balbuena（無品電貝斯）、Roel A. Garcia（鍵盤、鋼琴）、                                                                                          | 4:37  |
| 7.       | 流亡           | 劉卓輝   | Rudy Balbuena（吉他、貝斯）、Johnny "Boy" Abraham（爵士鼓）、Danny Leung（貝斯、吉他）、Roel A. Garcia（鍵盤、鋼琴）                                                                                | 4:44  |
| 8.       | 無悔           | 唐書琛   | 1990年電影《望夫成龍》插曲 包以正（電子吉他）、Danny Leung（電子吉他）、Johnny "Boy" Abraham（爵士鼓）、Antonio Carpio Jr.（無品電貝斯）、Roel A. Garcia（鍵盤）                                    | 3:37  |
| 9.       | 長夜孤魂       | 潘源良   | 1989年電影《烈火街頭》主題曲，導演要求盧冠廷模仿英倫樂隊險峻海峽《換帖兄弟》一曲。 陳偉強（爵士鼓）、吳士明、劉志遠（電子吉他）、江港生（無品電貝斯）、Roel A. Garcia（鍵盤）                       | 6:28  |
| 10.      | 1989           | 唐書琛   | 陳偉強（定音鼓、銅鈸）、江港生（無品電貝斯）、熊宏亮（弦樂）、Roel A. Garcia（鋼琴） | 4:14  |
| 总时长： | 总时长：       | 总时长： | 总时长： | 45:25 |

## 唱片版本
- 黑膠唱片版
- 錄音帶版
- CD版
- SACD

## 派台歌成績

### 香港
| 年份 | 歌曲           | 903 | TVB | RTHK |
| 1989 | 漆黑將不再面對 | 1   | /   | /    |
|      | 你是你，我是我 | /   | /   | /    |

(/)代表不詳
粗體表示冠軍歌